# Karl Gustavs landskommun, Västergötland
För landskommunen med detta namn i Norrbotten, se Karl Gustavs landskommun, Norrbotten.
Karl Gustavs landskommun var en tidigare kommun i dåvarande Älvsborgs län.

## Administrativ historik
Kommunen inrättades i Karl Gustavs socken i Marks härad i Västergötland när 1862 års kommunalförordningar trädde i kraft. Vid kommunreformen 1952 uppgick den i Kungsäters landskommun som 1971 gick upp i nybildade Varbergs kommun och ändrade då också länstillhörighet till Hallands län.

## Politik

### Mandatfördelning i Karl Gustavs landskommun 1942
| 1 | 13 | 2 | 4 |

| 20 |